# Сариозецький сільський округ (Зерендинський район)
Сариозе́цький сільський округ (каз. Сарыөзек ауылдық округі, рос. Сарыозекский сельский округ) — адміністративна одиниця у складі Зерендинського району Акмолинської області Казахстану. Адміністративний центр — село Акан.
Населення — 643 особи (2021; 895 у 2009, 1252 у 1999, 1492 у 1989).
Станом на 1989 рік існувала Сариозецька сільська рада (села Акан, Барабай, Уголки) колишнього Кокчетавського району.

## Склад
До складу округу входять такі населені пункти:
| Населений пункт | Населення, осіб (1989) | Населення, осіб (1999) | Населення, осіб (2009) | Населення, осіб (2021) |
| --------------- | ---------------------- | ---------------------- | ---------------------- | ---------------------- |
| Акан, село      | 839                    | 599                    | 374                    | 252                    |
| Баратай, село   | 416                    | 434                    | 345                    | 236                    |
| Уголки, село    | 237                    | 219                    | 176                    | 155                    |